# Feijó (ort)
Feijó är en ort i delstaten Acre i nordvästra Brasilien. Den är huvudort i en kommun med samma namn och folkmängden uppgick till cirka 17 000 invånare vid folkräkningen 2010. Feijó är belägen längs Envirafloden, och en flygplats ligger ett par kilometer norr om orten.